# Vedette FOM
Les vedettes FOM (France Outre-Mer) sont de petits navires de guerre construits par la France, sur commande de l'armée de terre et sur crédit FOM (avances de fonds par l’État français pour divers projets dans ses colonies). Ces petits bateaux, conçus pour être utilisés durant la guerre d'Indochine, ont été élaborés en deux modèles : la « huit-mètres » et sa deuxième itération, la « onze mètres ». Elles ont servi au Viêt Nam, au Laos et au Cambodge, en tant qu'appui dans des opérations de verrouillage des rivières comme le fleuve Rouge, la sécurité de la voie fluviale et l'escorte des convois fluviaux sur la rivière Saïgon,,.

## Vedette FOM «huit-mètres»

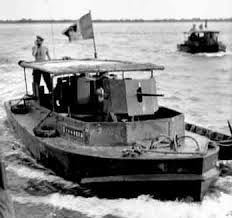
Une vedette FOM de huit mètres sur la proue de laquelle est installée une mitrailleuse lourde avec bouclier.

La « huit-mètres » fut achevée en 1949 par l'armée de terre avec l'aide technique de la marine pour répondre aux manques de troupes sur les fleuves et rivières d'Indochine, une mission qui ne pouvait être accomplie par une marine occupée par d'autres priorités, dont la surveillance maritime et cotière ainsi que par manque d'effectifs, et pour cause d'un matériel efficace mais dont le tirant d'eau était trop grand pour une majeure partie des voies fluviales de la région. Cette importance de la présence de troupes sur les fleuves et rivières tenait à la tactique des Việt Minh, qui utilisaient principalement les voies d'eau pour se déplacer, alors que les troupes françaises tenaient principalement les routes.

### Caractéristiques Générales
| Tirant d'eau | 0.8 m en charge                       |
| Longueur     | 8 m                                   |
| Largeur      | 2.70 m                                |
| Poids        | 9 T en charge                         |
| Moteur       | 1 moteur Renault diesel 70 CV         |
| Vitesse      | 10 à 15 km/h                          |
| Coque        | Fer (blindé contre les tirs de fusil) |

### Armement
À l'avant, la « huit-mètres » était équipée d'une mitrailleuse lourde de calibre 12,7 mm montée sur une colonne avec bouclier. Chaque bord du bateau était équipé d'une mitrailleuse Reibel de calibre 7,62 mm avec un chargeur circulaire de 150 cartouches, ainsi que d'un lance-grenades MAS 36.

### Équipage
La « huit-mètres » pouvait accueillir un équipage total cinq ou six hommes composé d'un chef de bord, un barreur, un tireur pour la mitrailleuse lourde à l'avant, un à deux tireurs pour les deux mitrailleuses Reibel, et un mécanicien pouvant servir de deuxième tireur en cas de besoin.

## Vedette FOM «onze-mètres»

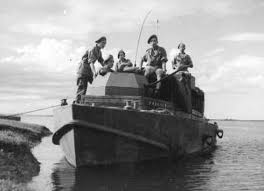
Une vedette FOM de onze mètres, sa tourelle protégée sur la proue.

La « onze mètres » fut créée peu de temps après, à la demande des troupes blindées utilisant la première itération du bateau. Celui-ci fut conçu dans le but de remédier aux points faibles du premier modèle: il était plus haut sur l'eau, offrant une meilleure vue des alentours, il était plus rapide, pouvait transporter un plus grand nombre d'équipage et un armement plus lourd, au sacrifice d'un tirant d'eau plus grand, augmentant les risques de s'échouer dans les parties moins profondes des fleuves et des rivières.

### Caractéristiques Générales
| Tirant d'eau | 1.10 m en charge                      |
| Longueur     | 11 m                                  |
| Largeur      | 3 m                                   |
| Poids        | 11 T en charge                        |
| Moteur       | 2 moteurs Renault diesel 70 CV        |
| Vitesse      | 12 à 18 km/h                          |
| Coque        | Fer (blindé contre les tirs de fusil) |

### Armement
À l'avant, la « onze mètres » était équipée d'une mitrailleuse lourde de calibre 12,7 mm en tourelle, offrant une protection totale au tireur. Chaque bord du bateau était équipé d'une mitrailleuse Reibel de calibre 7,62 mm munie d'un chargeur circulaire de 150 cartouches, ainsi que d'un lance-grenades MAS 36. À l’arrière, la « onze mètres » pouvait recevoir au choix une deuxième mitrailleuse lourde de calibre 12,7 mm en tourelle ou un mortier de calibre 60 mm sur une plaque tournante, option qui avait été tentée sur la « huit-mètres » mais fut abandonné pour cause du trop gros recul de l'arme,.

### Equipage
La « onze mètres » pouvait accueillir un équipage total de sept à huit hommes, composé d'un chef de bord, un barreur, un tireur pour la mitrailleuse lourde à l'avant, un à deux tireurs pour les deux mitrailleuses Reibel, un mécanicien pouvant servir de deuxième tireur en cas de besoin et, selon l'armement installé à l'arrière, un tireur pour la mitrailleuse lourde arrière ou un binôme pour le mortier de 60 mm.

## Régiments ayant déployé des vedettes FOM durant la guerre d'Indochine

### Régiment d'infanterie chars de marine
Utilisées par l'escadron des vedettes fluviales du RICM (aujourd'hui le 7e escadron de réserve, surnommé « escadron vedettes »). L'escadron, formé en Indochine le 1er août 1950, s'illustre au cours de missions de reconnaissance et de raids amphibies.

### 1er régiment étranger de cavalerie
Utilisées par deux pelotons basés respectivement à Hué et à Đông-Hà.

### 4e régiment de dragons
Utilisées par le 6e escadron créé en 1949 et basé sur un plan d'eau communiquant avec la rivière Saïgon. L'escadron fut équipé tout d'abord de vedettes « huit-mètres » puis de « onze mètres » en 1953, servant pour l'escorte de convois et la protection de l'axe fluvial stratégique de Saigon à Cap-Saint-Jacques. Durant son déploiement, l'escadron vedettes du 4eRD neutralisa ou captura plus de 1 400 embarcations Việt Minh.